# Hallwang

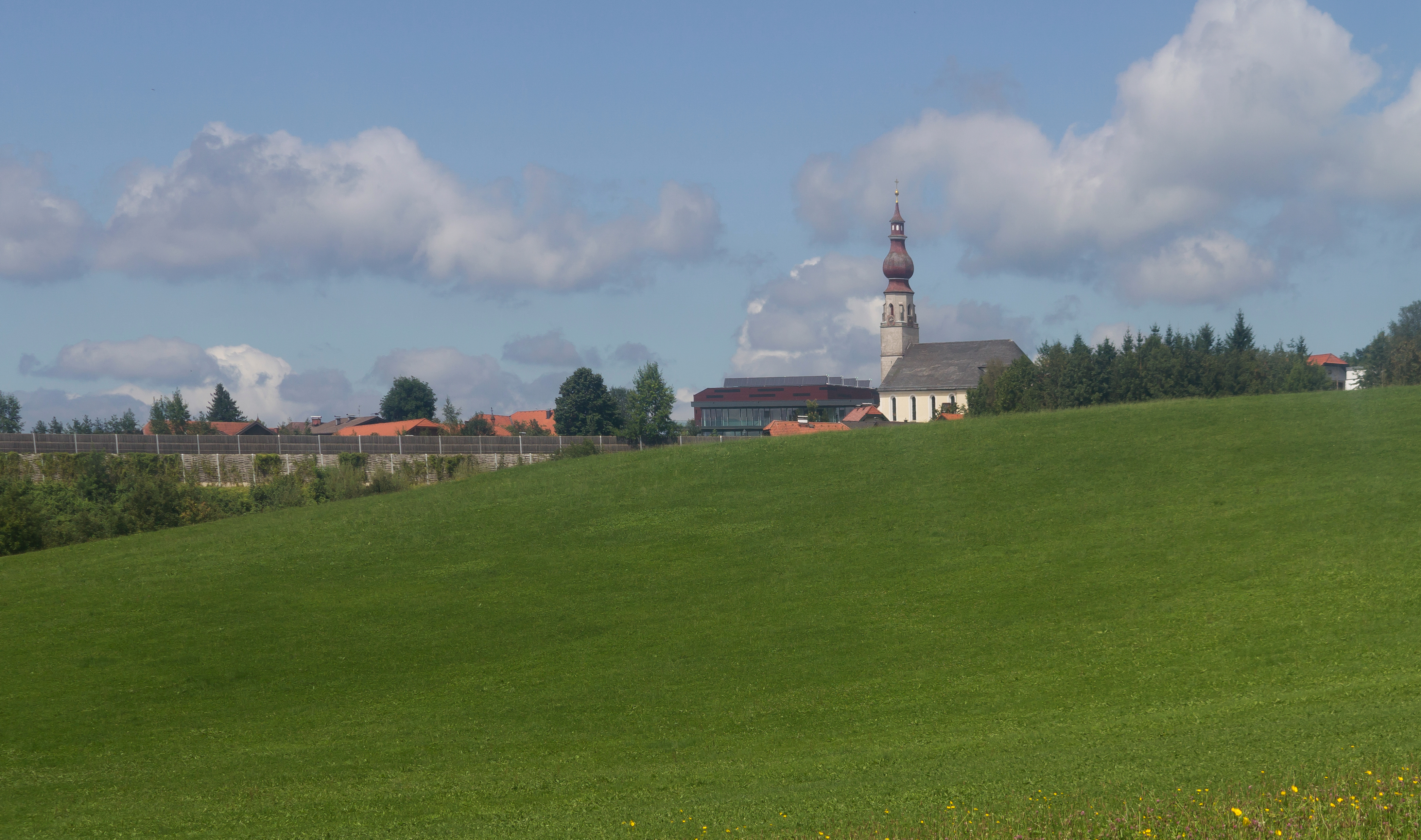
Hallwang bei Salzburg, die Katholische Pfarrkirche Sankt Martin im Dorf

Hallwang ist eine Gemeinde im österreichischen Bezirk Salzburg-Umgebung mit 4231 Einwohnern (Stand 1. Jänner 2024).

## Geografie
Hallwang liegt unmittelbar am nördlichen Stadtrand der Landeshauptstadt Salzburg in einer Höhe zwischen 450 und 850 Meter über dem Meer. Die Gemeinde hat eine Fläche von 13,12 Quadratkilometer, davon werden 45 Prozent landwirtschaftlich genutzt, mehr als ein Drittel ist bewaldet. Die größten Bäche sind die Fischach und der Schleiferbach, die bei Salzburg in die Salzach münden.
Hallwang gehört zum Gerichtsbezirk Seekirchen am Wallersee.

### Gemeindegliederung
Das Gemeindegebiet umfasst folgende vier Ortschaften (in Klammern Einwohnerzahl Stand 1. Jänner 2024):
- Berg (504) samt Söllheim
- Esch (1614) samt Esch-Mayrwies, Matzing, Oberesch und Unteresch
- Hallwang (1458) samt Tiefenbach und Tuffern
- Zilling (655) samt Döbring, Einleiten, Höllgraben und Reicherting

Teile von Hallwang wurden nach Salzburg eingemeindet, so dass Hallwang auch eine eigene Katastralgemeinde (Hallwang II) in Salzburg bildet, Hallwang bildet die KG Hallwang I.

### Nachbargemeinden
| Elixhausen          |                                             | Seekirchen am Wallersee |
| Bergheim (Flachgau) | Kompassrose, die auf Nachbargemeinden zeigt | Eugendorf               |
| Salzburg            |                                             | Koppl                   |

## Geschichte
Das heutige Gemeindegebiet war bereits in der Jungsteinzeit besiedelt. Aus der Bronzezeit wurden ein Beil, Halsringe und Tonscherben gefunden, die Besiedlung in der Römerzeit von 100 bis 200 nach Christus belegen ein römischer Grabstein und die Gebäudereste eines Gutshofes im Bereich der heutigen Kirche. Im Jahr 710 schenkt der Herzog Theobert eine große Meierei und 60 Bauernhöfe in der Umgebung dem Kloster St. Peter.
Um das Jahr 1000 wurde der Ort als Locus Haldinwanc erstmals urkundlich erwähnt, als halde ‚Hang‘ mit -wang ‚Flur‘.
Etwa hundert Jahre später bauten die Herren von Dietraming die Kapelle zum hl. Michael auf dem Kirchbühel. Am 20. Juli 1197 wird die neu erbaute gotische Kirche dem hl. Martin geweiht.
Der Ursprung des Schlosses Söllheim ist unbekannt. Im 14. Jahrhundert war es im Besitz der Familie Tanner, kam dann in den Besitz des Erzbistums Salzburg, die es an Friedrich Gauchsperger weitergaben. Im Jahr 1455 erwarb Hans I. Prätzl den Sitz zu Selheim, in dessen Familie er bis 1538 blieb. Danach kam das Schloss wieder in den Besitz der Kirche. Nachdem der Fleischhauer Matthias Reizamer 1650 das Gebäude kaufte, veräußerte seine Witwe 1684 das noch immer mittelalterliche Gebäude an den Meraner Tuchhändler Johann Kaufmann, der es zu einem ansehnlichen Barockschloss umbauen ließ. Er erbaute 1686 auch die Votivkapelle zum hl. Antonius von Padua.
In dieser Zeit wurde auch die erste Schule von Hallwang in der Reindlmühle eröffnet.
Nach der Erweiterung der Kirche in einen dreischiffigen Barockbau werden Johann und sein Bruder Dominikus Kaufmann von Kaiser Leopold I. in den Adelsstand erhoben, sie nannten sich seitdem „von Saalheimb“. Bis 1812 blieb das Schloss als freies Eigen im Besitz der Erben, dann hob dies die bayrische Regierung auf und das Schloss wechselte mehrmals den Besitzer, ist aber noch heute in Privatbesitz.
Die Kirche wurde 1788 in eine Saalkirche umgebaut, 1796 erhielt der Turm durch den Baumeister Hagenauer seine heutige Form. 1858 wurde das Vikariat Hallwang zur Pfarre erhoben.
1860 wurde der Ort an die Westbahnstrecke mit dem Bahnhof Hallwang-Elixhausen und der Haltestelle Salzburg-Kasern (ehemals Salzburg-Maria Plain) angeschlossen, welche seit 2004 von der Linie S2 der S-Bahn Salzburg bedient werden. Im Jahr 2015 wurde der Bahnhof modernisiert.
Die seit 1890 verkehrende Ischlerbahn stellte 1957 den Verkehr ein.

### Bevölkerungsentwicklung

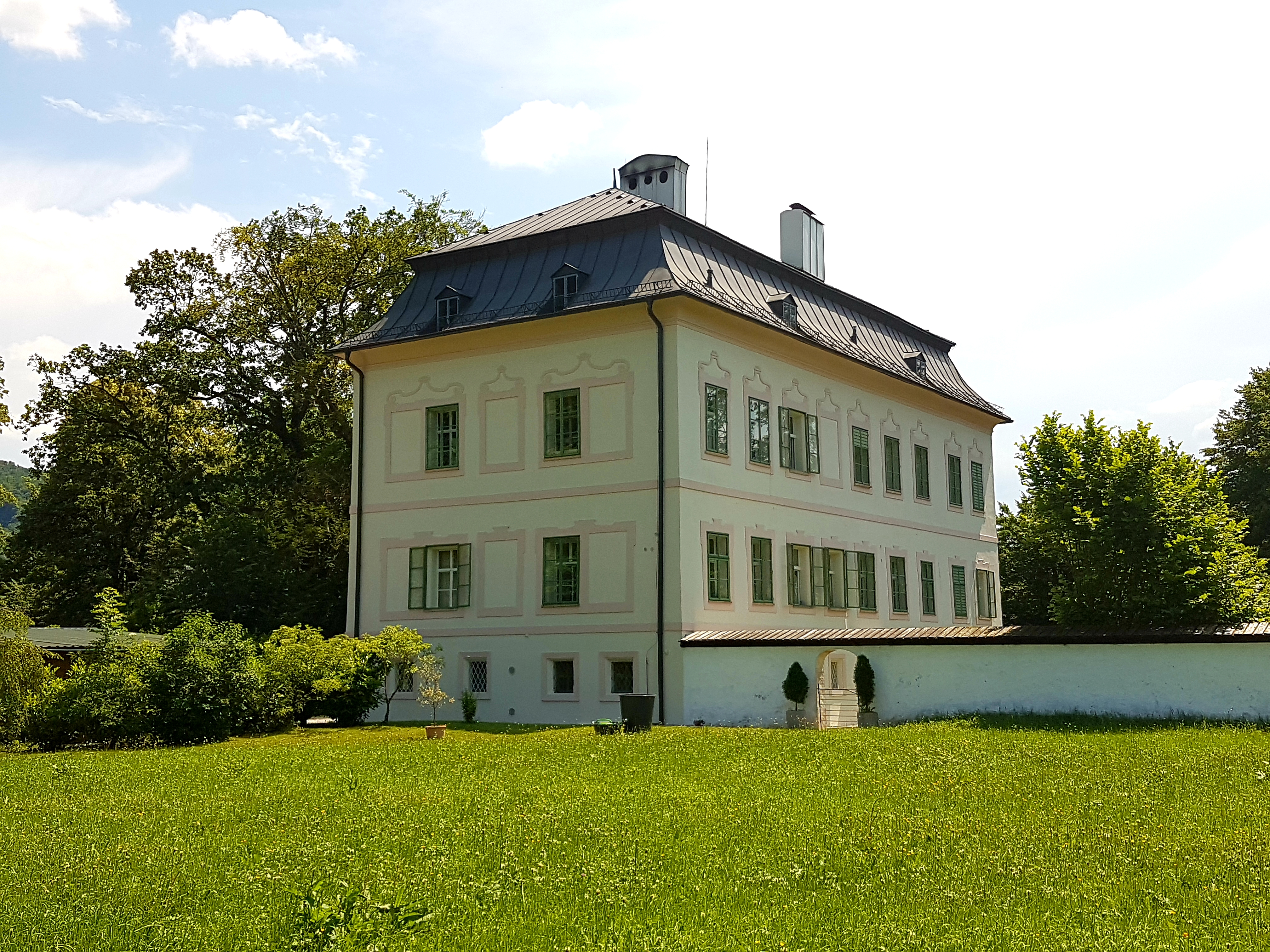
Schloß Söllheim

## Politik

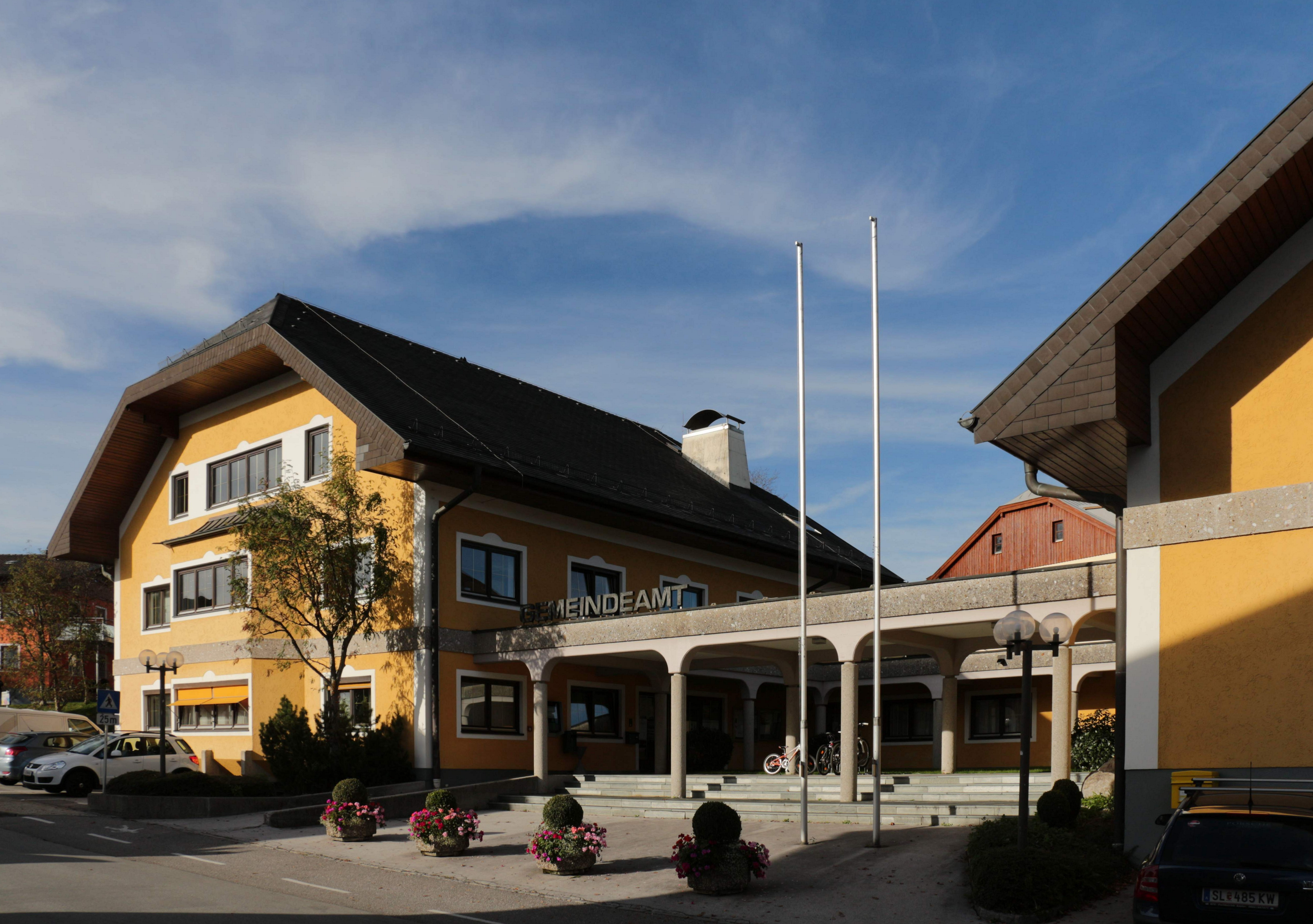
Gemeindeamt

### Gemeinderat
| Gemeinderatswahl 2024Wahlbeteiligung: 66,9 % 706050403020100 54,1 % (−14,3 %p)20,0 % (+3,3 %p)14,9 % (−1,1 %p)11,0 % (n. k. %p) ÖVPSPÖGRÜNEFPÖ20192024 |

Die Gemeindevertretung hat insgesamt 21 Mitglieder.
- Mit den Gemeindevertretungs- und Bürgermeisterwahlen in Salzburg 2004 hatte die Gemeindevertretung folgende Verteilung: 12 ÖVP, 8 SPÖ, und 1 Grüne.
- Mit den Gemeindevertretungs- und Bürgermeisterwahlen in Salzburg 2009 hatte die Gemeindevertretung folgende Verteilung: 13 ÖVP, 6 SPÖ, 1 FPÖ, und 1 ELH.[5]
- Mit den Gemeindevertretungs- und Bürgermeisterwahlen in Salzburg 2014 hatte die Gemeindevertretung folgende Verteilung: 12 ÖVP, 5 SPÖ, 3 ELH, und 1 FPÖ.[6]
- Mit den Gemeindevertretungs- und Bürgermeisterwahlen in Salzburg 2019 hatte die Gemeindevertretung folgende Verteilung: 15 ÖVP, 3 SPÖ, und 3 Grüne.[7]
- Mit den Gemeindevertretungs- und Bürgermeisterwahlen in Salzburg 2024 hat die Gemeindevertretung folgende Verteilung: 12 ÖVP, 4 SPÖ, 3 Grüne und 2 FPÖ.[8]

|  | Hier fehlt eine Grafik, die leider im Moment aus technischen Gründen nicht angezeigt werden kann. Wir arbeiten daran! |

### Bürgermeister
- 1972–1986 Alexander Wörndl (ÖVP)[9]
- 1986–2014 Helmut Mödlhammer (ÖVP)
- seit 2014 Johannes Ebner (ÖVP)[10]

### Wappen
Das Wappen der Gemeinde ist laut Wappenbeschreibung:
Silber über Grün schräglinks geteilt und darin je ein farbverwechselter schräglinker, jeweils oben zweimal und unten einmal gestümmelter Ast.

## Kultur und Sehenswürdigkeiten

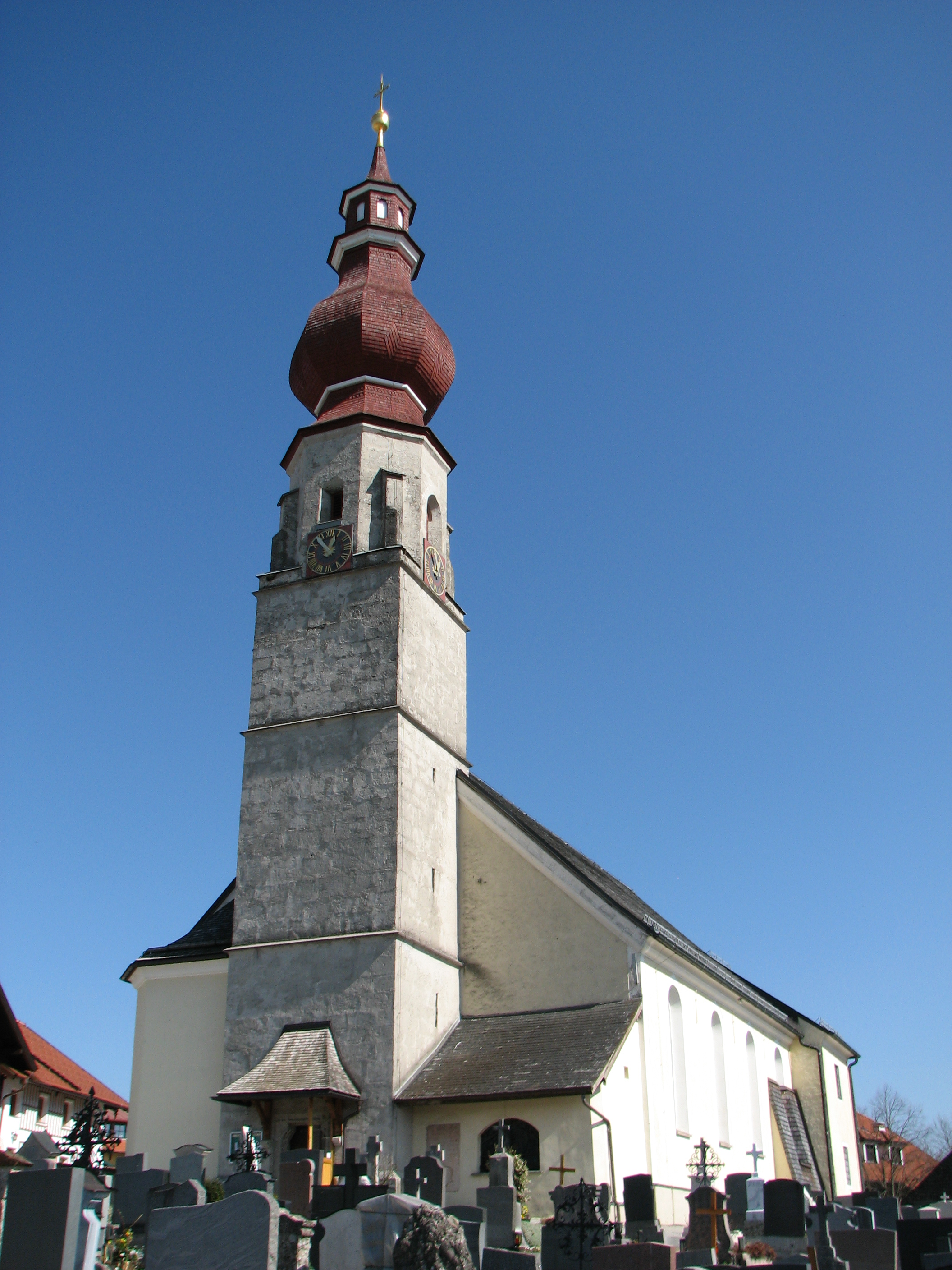
Pfarrkirche Hallwang

### Bauwerke
- Schloss Söllheim
- Katholische Pfarrkirche Hallwang hl. Martin

### Sport
- Fußball: UFC SV Hallwang, gegründet 1968, spielt in der höchsten Spielklasse in Salzburg, der Salzburger Liga.
- Radsport: In der Zeit vom 19. bis 24. September 2006 war die Stadt Salzburg und ihr Umland Schauplatz der Straßen-Radweltmeisterschaft. In Hallwang befand sich dabei eine der Schlüsselstellen im Kurs sowie ein großes Besucherzentrum, Campingplätze und Rahmenveranstaltungen. Insgesamt 330.000 Zuschauer wohnten diesem Ereignis bei – viele davon in Hallwang.

## Wirtschaft und Infrastruktur

### Wirtschaftssektoren
Von den landwirtschaftlichen Betrieben des Jahres 2010 wurden 27 im Haupt-, 14 im Nebenerwerb und je eine von einer Personengemeinschaft und einer juristischen Person geführt. Die Nebenerwerbsbetriebe bewirtschafteten mehr als die Hälfte der Flächen. Von den 488 Erwerbstätigen des Produktionssektors arbeiteten vier Fünftel im Bereich Warenherstellung und ein Fünftel in der Bauwirtschaft. Die größten Arbeitgeber im Dienstleistungssektor waren die Bereiche Handel (625) und freiberufliche Dienstleistungen (334 Erwerbstätige).
| Wirtschaftssektor            | Anzahl Betriebe | Anzahl Betriebe | Erwerbstätige | Erwerbstätige |
| Wirtschaftssektor            | 2011            | 2001            | 2011          | 2001          |
| ---------------------------- | --------------- | --------------- | ------------- | ------------- |
| Land- und Forstwirtschaft 1) | 43              | 48              | 53            | 46            |
| Produktion                   | 37              | 43              | 488           | 422           |
| Dienstleistung               | 318             | 152             | 1258          | 964           |

1) Betriebe mit Fläche in den Jahren 2010 und 1999
| Von den beinahe 2000 Erwerbstätigen, die 2011 in Hallwang lebten, arbeitete ein Fünftel in der Gemeinde und vier Fünftel pendelten aus. Dafür kamen 1400 Menschen aus der Umgebung zur Arbeit nach Hallwang. - Eisenbahn: Durch den Norden des Gemeindegebietes verläuft die Westbahn. Der Bahnhof Salzburg ist rund zehn Kilometer entfernt. - Straße: Die West Autobahn A1 durchquert die Gemeinde, die Raststation Söllheim liegt auf Gemeindegebiet. | Hier fehlt eine Grafik, die leider im Moment aus technischen Gründen nicht angezeigt werden kann. Wir arbeiten daran! |

## Persönlichkeiten

### Söhne und Töchter der Gemeinde
- Hans Paarhammer (1947–2020), römisch-katholischer Priester und Kirchenrechtler

### Mit der Gemeinde verbundene Persönlichkeiten
- Lilly Gollackner (* 1978), Autorin und Entwicklerin von Fernsehformaten
- Helmut Mödlhammer (* 1951), Journalist und Politiker
- Ulf Seidl (1881–1960), Maler, Graphiker, Schriftsteller und Offizier